# Oaxacla
Oaxacla is een geslacht van rechtvleugeligen uit de familie krekels (Gryllidae). De wetenschappelijke naam van dit geslacht is voor het eerst geldig gepubliceerd in 2007 door Gorochov.

## Soorten
Het geslacht Oaxacla omvat de volgende soorten:
- Oaxacla elenae Gorochov, 2007
- Oaxacla squamiptera Gorochov, 2007